# Nizamabad (dystrykt)

Dystrykt Nizamabad w stanie Telangana

Nizamabad – jeden z dziesięciu dystryktów indyjskiego stanu Telangana, o powierzchni 8000 km². Zamieszkuje go 2 339 459 osób, a stolicą jest Nizamabad. 
Do 2 czerwca 2014 r. dystrykt wchodził w skład stanu Andhra Pradesh.

## Położenie
Położony jest w północno-wschodniej części tego stanu. Na zachodzie graniczy ze stanem  Maharashtra, od północy z dystryktem Adilabad, od wschodu z dystryktem Karimnagar, a na południu graniczy z dystryktem Medak.